# DVB

DVB logo

數位視訊廣播（英語：Digital Video Broadcasting），是由DVB Project维护的一系列為国际所承认的數位電視公开标准。DVB Project是一个由300多个成员组成的工业组织，它是由欧洲电信标准化组织（European Telecommunications Standards Institute, ETSI）、欧洲电子标准化组织（European Committee for Electrotechnical Standardization, CENELEC）和欧洲广播联盟（European Broadcasting Union, EBU）联合组成的“联合专家组”（Joint Technical Committee, JTC）发起的。几项DVB子标准的关系在《DVB指南》（DVB-Cook）中描述之。

## 传输
DVB系统传输方式有如下几种：
- 卫星電視（DVB-S，DVB-S2及DVB-S2X）
- 有線電視（DVB-C及DVB-C2）
- 地面電視（DVB-T及DVB-T2）
- 行動電視（DVB-H，DVB-NGH及DVB-SH）

这些标准定义了传输系统的物理层与数据链路层。设备通过同步并行接口（synchronous parallel interface, SPI），同步串行接口（synchronous serial interface, SSI），或异步串行接口（asynchronous serial interface, ASI）与物理层交互。数据以MPEG-2传输流的方式传输，并要求符合更严格的限制（DVB-MPEG）。对移动终端即时压缩传输数据的标准（DVB-H）目前正处于测试之中。
这些传输方式的主要区别在于使用的调制方式，因为不同它们应用的频率带宽的要求不同。利用高频载波的DVB-S使用QPSK调制方式，利用低频载波的DVB-C使用QAM-64调制方式，而利用VHF及UHF载波的DVB-T使用COFDM调制方式。

## 内容
除音频与视频传输外，DVB也定义了带回传通道（DVB-RC）的数据通信标准（DVB-DATA）。它支持几种媒介，包括
DECT、GSM、PSTN、ISDN等。也支持一些协议，包括（DVB-IPI: Internet Protocol，DVB-NPI: network protocol independent）.
为使升级更方便，DVB标准也支持以往的技术，例如图文信息（DVB-TXT）、（DVB-VBI）数据。但DVB提供了替代的技术，例如DVB-SUB。

## 加密与描述信息
条件接收系统（DVB-CA）定义了通用加扰算法（DVB-CSA）和获取加扰内容的通用接口（DVB-CI）。DVB系统提供商根据这些标准开发各自的条件接收系统。DVB系统传送被称为SI（DVB-SI）的描述信息，它们描述了不同的基础流（elementary streams）如何组成节目，并对电子节目指南提供了描述。

## 软件平台
DVB多媒体家庭平台（DVB-MHP）定义了一个基于Java语言的平台，用于支持視訊系统应用。它提供了对众多DVB及MPEG-2概念的抽象，另外还支持其他一些特性，如网卡控制、应用下载、分层图像显示等。

## 回传通道
DVB在DVB-S/T/C基础上标准化了一系列回传通道，用于建立双向通信。其中的卫星回传通道（Return Channel Satellite, RCS）定义了在C-(3.4~4.2Ghz),Ku(10.7~12.75Ghz)-和Ka（18~22Ghz）波段的回传通道，其带宽可以达到最多2 Mbit/s。

## 應用

使用DVB-T的地區（藍色）